# Schloss Grosbois

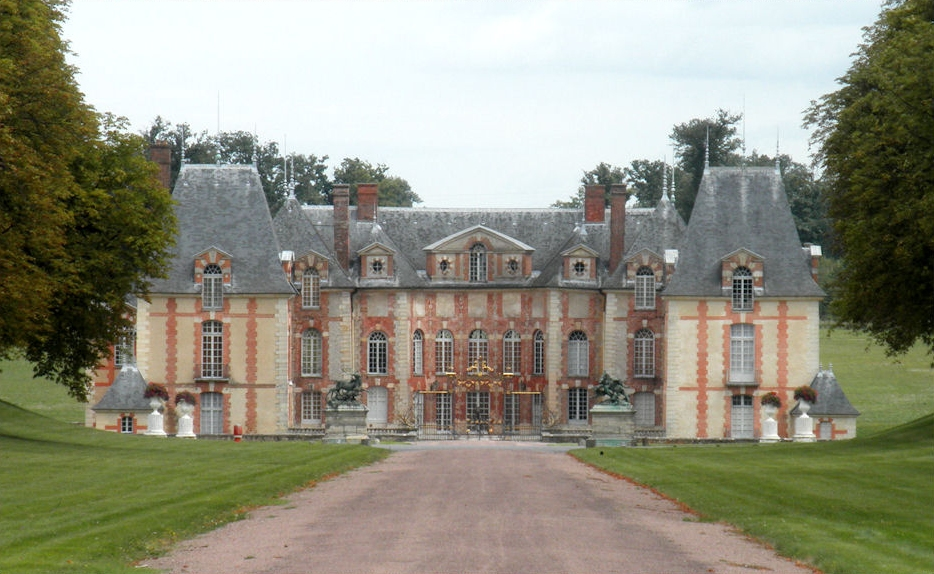
Hoffassade des Schlosses Grosbois

Das Schloss Grosbois befindet sich in Boissy-Saint-Léger (Département Val-de-Marne).

## Architektur
Das Schloss  wurde von einem namentlich nicht bekannten Architekten erbaut und ist offensichtlich von den Entwürfen Jacques Androuet du Cerceaus beeinflusst.
Es hat einen U-förmigen Grundriss und besteht im zentralen Teil aus einem exederförmigen Hauptgebäude, das von gleich hohen Pavillons umgeben ist und von zwei niedrigeren, winkelförmigen Flügeln flankiert wird.
Das Schloss wurde auf einer rechteckigen Plattform errichtet, die von einem Graben umgeben ist, der früher Wasser führte und über drei Stege zugänglich ist.

## Geschichte
Im Jahr 1190 tauschte Philipp II. von Frankreich mit der Abtei Saint-Victor in Paris die Ländereien von Grosbois gegen andere im Bois de Vincennes. Im Jahr 1226 wurde es als königliche Domäne erwähnt, zu der Johann II. der Gute zur Jagd kam.
Die Ländereien wurden 1563 an Raoul Moreau, Trésorier de l’Épargne († 1583), abgetreten, der das Corps de Logis des heutigen Schlosses (1580) errichten ließ, das später von seinem Schwiegersohn Nicolas de Harlay de Sancy († 1629), dem reichen Surintendant des Finances und Surintendant des Bâtiments, erweitert wurde.
1616 wurde das unvollendete Schloss an Charles de Valois (1573–1650) verkauft, Graf von Auvergne und später Herzog von Angoulême (1619), unehelicher Sohn von Karl IX. und Marie Touchet. Anlässlich seiner Wiederverheiratung (1644) mit der 23-jährigen Françoise de Nargonne gab er bei dem Graveur Abraham Bosse eine Wanddekoration für das sogenannte Ehrengemach des Schlosses in Form von großen Kompositionen in Auftrag, die die Zeremonie unter einer „französischen“ Decke zeigen, die mit Kartuschen bemalt war, die mit der Hochzeitschiffre geschmückt waren. Dieses Dekor wurde 1910 zufällig unter mehreren Schichten Tapete wiederentdeckt. Die Zuschreibung der Wandmalereien an Horace Le Blanc ist unter Fachleuten umstritten.
Charles d’Angoulême ließ das Schloss um 1640 fertigstellen. Er ließ insbesondere die Umfassungsmauer (1623) und die beiden Flügel errichten, die den Ehrenhof begrenzen. In ihren Memoiren erwähnt Catherine de la Guette mehrere Aufenthalte im Schloss Grosbois, insbesondere um ihre Schwester Marie Meurdrac oder die Herzogin von Angoulême zu besuchen. Nach Charles’ Tod im Jahr 1650 ging das vergrößerte Anwesen an seine Enkelin Françoise de Valois, die Herzogin von Joyeuse († 1696), über.
In der zweiten Hälfte des 17. Jahrhunderts ging das Gut erneut an die Harlay über, darunter Achille (III.) de Harlay († 1712), Erster Präsident des Parlements von Paris.
Nach seinem Tod ging Grosbois an seine Enkelin, Marie Louise (1694–1749), Marschallin von Luxemburg als Ehefrau von Christian Louis de Montmorency-Luxembourg, über, die es 1718 an Samuel-Jacques Bernard (1686–1753) verkaufte, den Sohn des Finanziers Samuel Bernard, der unter anderem die Holzvertäfelung des Régence-Salons anbringen ließ.
Danach gehörte das Schloss nacheinander dem Minister Germain Louis Chauvelin (von 1731 bis 1762), der 1737 in Ungnade fiel, und dem ehemaligen Perückenmacher, der durch das Law-System reich geworden war, François Marie Peyrenc de Moras (von 1762 bis 1771), der es seiner Großnichte Anne-Marie de Merle de Beauchamps, Tochter eines Botschafters in Portugal und Ehefrau von Pierre-Paul II. Gilbert de Voisins, Président à mortier am Parlement von Paris, vererbte. Deren Sohn, Pierre Paul Alexandre Gilbert de Voisins, ein Magistrat und Politiker, der 1773 in Grosbois geboren wurde, übertrug es 1776 an den Comte de Provence – er hatte die Mutter von Berthier, seinem entfernten Nachfolger in Grosbois, als Kammerfrau –, der dort bis zu seiner Abreise ins Exil blieb.
Während der Revolution wurde das Schloss wurde als Nationalgut beschlagnahmt und am 9. November 1797 von Paul Barras, dem „König des Direktoriums“, erworben. Nach dem Staatsstreich des 18. Brumaire VIII musste der zurückgetretene Barras, der sein Schicksal nicht an das von Napoleon Bonaparte binden wollte, ins belgische Exil gehen und verkaufte das Anwesen 1801 für 200.000 Francs an General Jean-Victor Moreau, der das Anwesen häufig besuchte, um dort zu jagen.
1804 musste Moreau nach seiner Verhaftung wegen Verschwörung ins Exil in die Vereinigten Staaten gehen; Napoleon kaufte ihm das Schloss über den Minister Joseph Fouché ab, und veräußerte es im selben Jahr oder 1805 an Marschall Berthier, Fürst von Wagram, weiter.
Berthier veränderte mit großem Aufwand das Innere des Schlosses, schaffte die Bibliothek, die „Schlachtengalerie“, in der in acht großen Gemälden diejenigen Schlachten gemalt sind, an denen er teilgenommen hatte, eingerahmt von den Büsten seiner Gefährten, den Marschällen des Kaiserreichs (Zustand von 1963 erhalten), den Salon des Kaisers oder Gelben Salon, den Salon des Huissiers, bestellt Möbel bei dem Kunsttischler Bellangé und lässt die beiden Pavillons und das Eingangstor an der Straße bauen.
Er besaß in Grosbois zwei große Gemälde als Gegenstücke, Chiens attaquant un cerf und Chiens attaquant un sanglier von Jean-Baptiste Oudry, die 1725 von Ludwig XV. dem Fürsten von Condé für sein Schloss Chantilly geschenkt worden und seit ihrer Beschlagnahmung 1794 verschwunden waren. Vom Kaiser zum Grand Veneur ernannt, vergrößerte er das Anwesen zur schönsten „Jagd“ des Kaiserreichs, die mit der von Fontainebleau konkurrierte – er konnte bis zu 5600 Stück Wild zählen – und veranstaltete dort großartige Feste.
In der Nacht vom 23. auf den 24. April 1814 beherbergte das Schloss den König von Rom, der von seiner Mutter, Kaiserin Marie-Louise, nach Österreich gebracht wurde. Anschließend zog Berthier zu seiner Frau und seinem Schwiegervater in sein Schloss, die Neue Residenz in Bamberg, wo er, nachdem er am 1. Juni 1815 den Durchzug der russischen Truppen nach Frankreich miterlebt hatte, tot aufgefunden wurde, weil er aus dem Fenster gestürzt war.
Sein Sohn Napoleon Alexandre Berthier (1810–1887), 2. Fürst von Wagram, richtete die Bibliothek mit über 3.000 Büchern ein.
Sein Enkel Louis Marie Philippe Alexandre Berthier (1883–1918), 4. Fürst und 3. Herzog von Wagram, war ein großer Sammler, unter anderem moderner Kunst; da er jung starb und keine legitimen Kinder hatte, ging sein Erbe, darunter Grosbois, an seine Schwester und seinen Neffen, Prinz Godefroy de La Tour d’Auvergne, über.
Um 1930 entwarf der Möbeltischler Printz im Rahmen der Neugestaltung der Innenräume des Schlosses durch die Prinzessin de la Tour d’Auvergne die Möbel für einen modernistischen „Ankleidesaal“ aus einer Aluminiumlegierung, der aus einem Frisiertisch und einem Sitz bestand.
Während des Zweiten Weltkriegs wurde das Schloss zum Hauptquartier der Luftwaffe und während der Dreharbeiten zu Roger Richebés Film Madame Sans-Gêne (Oktober 1941) fanden hier die Treffen der Schauspielerin Arletty, die die Titelrolle spielte, und ihres jungen deutschen Liebhabers Hans-Jürgen Soehring (1908–1960) statt. Hier wurde 1961 auch das Eingangsszene von André Hunebelles Film Im Zeichen der Lilie gedreht. Es diente auch als Kulisse für Josée Dayans Miniserie Der Graf von Monte Christo (1998) und Guillaume Galliennes Film Maman und ich (2013).
Am 26. Juli 1962 kaufte die Société d’encouragement à l’élevage du cheval français das Schloss und ein 450 Hektar großes Anwesen von Prinz Charles de la Tour d’Auvergne, um dort ein Trainingszentrum für Rennpferde zu errichten. Seit Juni 2010 beherbergt das Schloss das Musée du Trot, das größte europäische Trabmuseum.
Das Schloss genießt mehrfachen Denkmalschutz: 1933 wurde das Schloss als Monument historique eingetragen, 1948 wurden die Fassaden und Dächer des Schlosses, die Wirtschaftsgebäude, das Eingangstor, die Pavillons und der Park klassifiziert, 1964 wurden die Fassaden und Dächer der Wirtschaftsgebäude eingetragen.